# Glen Abbey Golf Club
De Glen Abbey Golf Club is een golfclub in Canada. De club werd opgericht in 1976 en bevindt zich in Oakville, Ontario. De club beschikt over een 18-holes golfbaan met een par van 73 en werd ontworpen door de golfbaanarchitect Jack Nicklaus. Glen Abbey Golf Club is een van de meest bekende golfbanen in Canada.
Ten noordoosten van de golfbaan staan er twee belangrijke gebouwen: de "Canadian Golf Hall of Fame", een golfmuseum, en het hoofdkwartier van de "Royal Canadian Golf Association".

## Golftoernooien
Voor het golftoernooi is de lengte van de baan voor de heren 6503 m met een par van 72. De course rating is 75,5 en de slope rating is 140.
- Canadees Open: 1977-1979, 1981-1996, 1998-2000, 2004, 2008, 2009 & 2013